# Fujiwara no Sanekata
Fujiwara no Sanekata (藤原実方) (? - 7 janvier 999 est un poète et courtisan japonais du milieu de l'époque Heian qui appartient au Fujiwara Hokke, une des quatre principales branches du clan Fujiwara. Son arrière grand-père est le poète Fujiwara no Tadahira, son grand-père le Sadaijin Fujiwara no Morotada, son père le chambellan Fujiwara no Sadatoki et sa mère la fille de Minamoto no Masanobu. Il est le père de  Fujiwara no Asamoto.
Il exerce diverses fonctions administratives sous le règne des  empereurs Kazan et Ichijō et atteint les rangs de konoefu et Jushii. Mais en 995, une violente dispute avec Fujiwara no Yukinari que soutient l'empereur Ichijō, a pour conséquence la dégradation de Sanekata comme bureaucrate et le mécontentement subséquent de l'empereur. Sanekata est rétrogradé au rang de gouverneur de la province de Mutsu tandis qu'Yukinari est promu kurodonotō et chef des archives impériales.
Vers 999, il a un accident de cheval lors d'une rencontre avec un dōsojin dans la ville de Natori et se tue dans sa chute alors qu'il a environ une quarantaine d'années. Après sa mort, on croit que le fantôme en colère de Sanekata paraît sous le pont de la rivière Kamo, la légende est racontée dans les Notes de chevet de Sei Shonagon.
Il est en relations amicales avec Fujiwara no Kintō, Minamoto no Shigeyuki, Fujiwara no Michinobu, entre autres. Son style de poésie est reconnu raffiné et talentueux. Il a une relation intime avec Sei Shônagon mais a également avec au moins vingt autres femmes.
Certains de ses poèmes waka sont inclus dans l'anthologie impériale Shūi Wakashū et dans l'anthologie Ogura Hyakunin Isshu. Il réalise une collection personnelle de poèmes appelée Sanekata Ason-shū (実方朝臣集).
Il compte parmi les trente-six poètes immortels du Moyen Âge (Chūko Sanjūrokkasen) et fait partie des poètes du Ogura Hyakunin Isshu.

## Source
- Peter McMillan (2008) One hundred poets, one poem each: a translation of the Ogura Hyakunin Isshu. New York: Columbia University Press.  (ISBN 978-0-231-14398-1)